# Orpheus in the Underworld

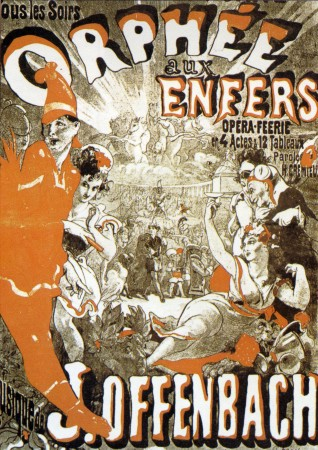

Orpheus in the Underworld (tiếng Pháp: Orphée aux enfers, tiếng Việt: Orpheus ở dưới địa ngục) là vở opera nổi tiếng nhất của nhà soạn nhạc người Pháp gốc Đức Jacques Offenbach. Người viết cho vở opera này là Crémieux và Halévy. Năm 1858, nó ra đời với 2 màn. Sau đó, khi công diễn tại Paris vào 16 năm sau đó, nó được tăng thêm 2 màn.
Vở opera này dựa theo một câu chuyện nổi tiếng của Hy Lạp cổ đại. Câu chuyện có kể rằng: Trong ngày cưới, Eurydice, vợ của Orpheus, bị chết vì bị rắn cắn. Đau buồn trước sự ra đi này, Orpheus hát lên những câu hát đau thương, khiến cho cả thần tiên, thiên nhiên cũng phải rơi lệ. Chàng đã tìm đường xuống địa phủ với cây đàn lyre, với tài ca hát của mình, để rồi đã thuyết phục được Hades và Persephone, vua và hoàng hậu của âm phủ. Họ đã cảm động trước tài năng và lòng thủy chung của Orpheus và đã cho vợ chàng trở về, nhưng với điều kiện trên đường trở về, chàng không được nhìn mặt vợ. Orpheus chấp nhận điều đó. Nhưng tiếc thay, khi sắp về đến nhà, không thể kiềm chế nổi cảm xúc của mình, chàng đã quay lại nhìn mặt vợ và Eurydice lùi xa về phía địa phủ. Nàng lùi xa đến nỗi Orpheus chỉ có thể gọi nàng có 1 tiếng. Orpheus quay lại chỗ cũ những người lái đò địa phủ không cho chàng đến nữa, dù chàng có quỳ gối đến 7 ngày 7 đêm. 
Khi chàng trở về dương gian thì Orpheus không còn quan tâm đến cô gái nào khác nữa, vì vậy mà chàng bị người ta xem là ngạo mạn. Và rồi trong một hôm lễ hội rượu nho của thần Dionysus, chàng đã bị một lũ đàn bà say rượu đánh đến chết và quẳng xác chàng xuống sông. Kỳ lạ thay, Orpheus chết mà đàn vẫn vang lên tiếng hát tha thiết, yêu thương.
Vở opera không chỉ nổi tiếng bởi cốt truyện mà còn nổi tiếng bởi phần overture. Đặc biệt phần cuối của bản overture này còn được tách ra như một tác phẩm độc lập, giống trường hợp của Guillaume Tell của nhà soạn nhạc người Ý Gioachino Rossini. Thậm chí, nó còn có cái tên ai cũng nhớ tới: Can Can hoặc Infernal Galop (phần này được viết theo phong cách của một bản galop).

## Âm thanh
| Khúc dạo đầu của vở opera Orpheus xuống địa ngục |  |
|                                                  |  |
|                                                  |  |